# Gleichung von Euler-Fuß
Eines der vielen Resultate von Leonhard Euler in der elementaren Vierecksgeometrie steht im Zusammenhang mit dem Problem, wann in der euklidischen Ebene zu zwei gegebenen ineinanderliegenden Kreisen ein konvexes Viereck existiert, welches sowohl Sehnenviereck des größeren Kreises als auch Tangentenviereck des kleineren Kreises ist. Euler hat dazu eine Gleichung gefunden, welche eng verwandt ist mit der in seinem Satz über den Abstand von Um- und Inkreismittelpunkt eines ebenen Dreiecks. Die erste veröffentlichte Darstellung und Herleitung der Gleichung hat Eulers Sekretär Nikolaus Fuß im Jahre 1798 geliefert.

## Darstellung der Gleichung

Gleichung von Euler-Fuß liefert konvexes Viereck

Zu der Euler-Fuß'schen Gleichung gilt der folgende Lehrsatz, welcher den zugehörigen Satz von Fuss und dessen Umkehrung in sich vereinigt:
Gegeben seien zwei positive Zahlen {\displaystyle r} und {\displaystyle R} sowie zwei Kreise {\displaystyle {\mathcal {K}}_{r}} und {\displaystyle {\mathcal {K}}_{R}} der euklidischen Ebene  {\displaystyle \mathbb {R} ^{2}}, wobei {\displaystyle {\mathcal {K}}_{R}} den Radius {\displaystyle R} und {\displaystyle {\mathcal {K}}_{r}} den Radius {\displaystyle r} habe.
Dabei liege die Kreisscheibe {\displaystyle \operatorname {conv} ({\mathcal {K}}_{r})} von {\displaystyle {\mathcal {K}}_{r}} innerhalb der Kreisscheibe {\displaystyle \operatorname {conv} ({\mathcal {K}}_{R})} von {\displaystyle {\mathcal {K}}_{R}} und es sei {\displaystyle r<R} .
Der Abstand der beiden Kreismittelpunkte sei {\displaystyle d}.
Dann gilt:
Dann und nur dann existiert in der euklidischen Ebene ein konvexes Viereck mit {\displaystyle {\mathcal {K}}_{r}} als Inkreis und {\displaystyle {\mathcal {K}}_{R}} als Umkreis, wenn die Gleichung
{\displaystyle {\frac {1}{(R+d)^{2}}}+{\frac {1}{(R-d)^{2}}}={\frac {1}{r^{2}}}}
erfüllt ist.